# Iglesia de San Giorgio (Reggio Emilia)
La iglesia de San Giorgio es un edificio religioso ubicado en via Farini, en el centro histórico de Reggio Emilia.

## Historia
Mencionada por primera vez en algunos documentos de 1146, en 1610 quedó bajo el control de los jesuitas que, gracias a la financiación de Flaminio Ruggeri, demolieron la iglesia y luego la reconstruyeron en 1638. Entre 1675 y 1678 se construyó el campanario. En 1743, según un diseño del arquitecto boloñés Torreggiani, se construyeron la cruz y la cúpula. Pasado a ser propiedad del municipio, fue cerrado tras el terremoto de 1996, y tras algunas obras de restauración en el tejado y la fachada, fue reabierto con motivo de la exposición de la Semana Europea de la Fotografía.

## Descripción

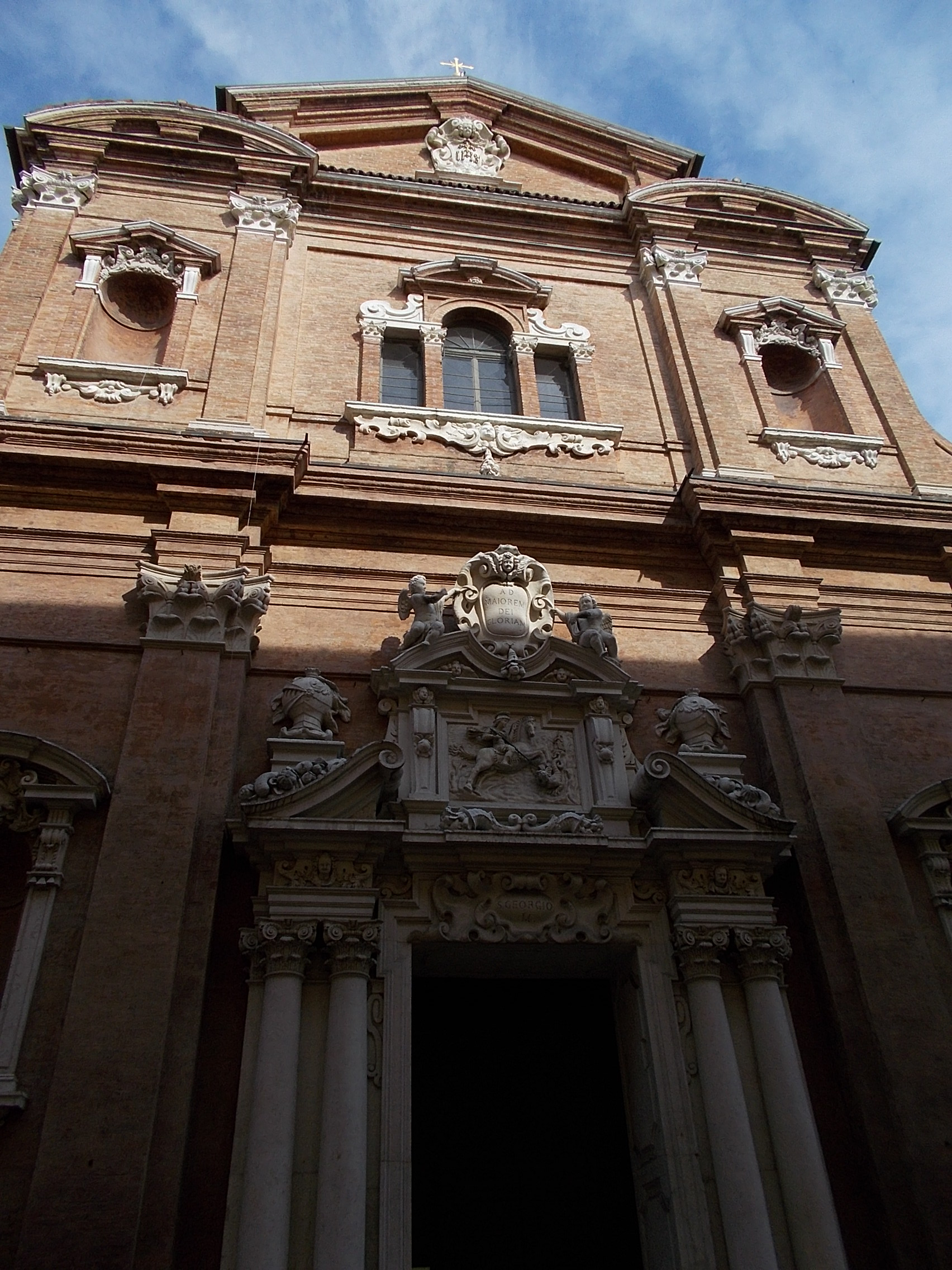
Fachada con el alto relieve de San Jorge matando al dragón.

La modesta anchura de esta calle dificulta ver la fachada, de ladrillo visto, adornada con diversas esculturas y una gran portada barroca. Sobre el portal hay un alto relieve que representa a San Jorge a caballo, atravesando al dragón con una lanza de latón.El interior de la iglesia consta de una sola nave con bóveda de bóveda y en los laterales se sitúan diversas capillas unidas por corredores. En la primera capilla de la derecha hay un cuadro que representa a San Luigi Gonzaga, obra de Lucia Cassarini y Girolamo Massarini. En la misma capilla se encuentra un retrato, también de San Luigi Gonzaga, de Paolo Veronese. En la segunda capilla hay un lienzo con la Madonna della Ghiara y las SS. Ignacio y Francisco de Alessandro Tiarini. En el tercero hay un cuadro, de Orazio Talami, con el Tránsito de San José . Todo el interior, pero especialmente las capillas, están decorados con espléndidos estucos. En el altar mayor hay tres pinturas. En el del centro, de Pietro Rotari, se representa a San Jorge dispuesto a sacrificar a los ídolos, en el de la izquierda, de Francesco Vellani, el Martirio del Santo, y en el de la derecha, de Giovanni Bettino Cignaroli, la Captura.